# Chile de agua
El chile de agua es una variedad de chile (Capsicum annuum L.) típica de los Valles Centrales de Oaxaca, en el sur de México. Se consume tanto fresco como seco, y se trata de uno de los chiles oaxaqueños más típicos. Sin embargo, es difícil encontrarlo fuera de este estado.
Su producción está mermando porque los agricultores oaxaqueños prefieren plantar otras variedades más rentables, como el guajillo. Hasta 2014 se celebró la Feria del Chile de Agua y el Ajo, organizada por los propios productores.

## Descripción
Los chiles de agua de color verde claro a rojo brillante. De tamaño mediano (7-12 cm de largo, y 2-3 cm de diámetro), los mejores especímenes alcanzan los 15 cm de largo y 5 de diámetro, aunque son escasos. Su piel es cerosa y lisa, y su forma, bastante cónica y a veces torcida. Su pungencia varía de 3.000 a 5.000 SHU (es decir, moderadamente picante), un poco más picoso que el chile jalapeño. Su sabor recuerda a la mantequilla.

### Terminología
Se cree que su nombre se debe a la gran cantidad de agua que sueltan los chiles al cocinarse, llegando a apagar el fuego cuando se asa al carbón. Sin embargo, V. Arellanes Juárez, un agricultor del chile de agua señala otra razón:

Recibir agua en el follaje es lo que más le gusta a la planta y en agradecimiento pagaba con chiles espléndidos, de ahí se tomó la creencia que eran chiles de agua; esta creencia se retomaba en épocas de lluvia, que en los plantíos después de la primera lluvia las plantas reverdecían, floreaban y los chiles salían grandes
Valentín Arellanes Juárez para El Imparcial, diario local de Oaxaca

Otra teoría indica que su nombre se debe a que, antiguamente cuando los métodos de riego eran más rústicos, solo se podían cultivar durante la temporada de lluvias. En cualquier caso, lo que parece ser cierto es que a esta variedad de chile le gusta estar bien hidratada, lo cual es paradójico teniendo en cuenta el clima semiárido de Valles Centrales.

## Producción
Tradicionalmente, el cultivo de chile de agua se daba en milpas, un sistema gracias al cual las plantas no requerían de riego pues siempre tenían agua al alcance. El chile de agua se produce en alrededor de 450 ha en 35 municipios de la región Valles Centrales de Oaxaca, y rara vez se cultiva fuera de este entorno (terroir), ya que es una variedad muy adaptada a él y requiere las características geográficas oaxaqueñas para sobrevivir. Su producción se limita a 200-300 t anuales. La inmensa mayoría de su producción es a campo abierto, a pesar de que los estudios para criarse en invernadero son muy favorables. Sin embargo, en años anteriores (2013) fue de 440 t. Además, esta variedad de chile posee una larga vida de anaquel. La planta se riega mediante goteo, ya que requiere agua constante. Se encuentran disponibles todo el año, aunque la temporada de mayor producción es la primavera, al comienzo de la temporada de lluvias, y el verano, hasta principios de otoño. A los 15 días comienzan a salir los primeros botones, que crecen verticalmente apuntando al cielo. A los 2-3 meses de cultivarse ya se puede cosechar.
Las plantaciones de chile de agua se han visto gravemente afectadas por varias plagas de virus del mosaico, llamado «chino» entre los agricultores. También el cambio climático que sufren los Valles Centrales son motivo de preocupación para los propios campesinos, que advierten que cada vez es más tardía la cosecha por los altibajos en el clima.

## Uso culinario
En Oaxaca, el tratamiento que se le da al chile de agua es similar al de un chile poblano, ya que también se tatema para hacer rajas y se usa para hacer chiles rellenos. Ya que se suelen cosechar en primavera, son ingrediente de muchos platillos de la Semana Santa, cuando se rellenan y capean. También se pueden freír o usar como ingrediente para salsas, moles, adobos... También para el mole amarillo, uno de los siete moles tradicionales de Oaxaca.
A nivel nutricional, este chile es más rico en nutrientes que otras variedades de chiles picantes como el serrano o el jalapeño.

## Lectura complementaria
- Martínez–Sánchez, D.; Pérez–Grajales, M.; Rodríguez–Pérez, J. E.; del Carmen Moreno Pérez, E. (25 de octubre de 2010). «Colecta y caracterización morfológica de 'chile de agua' (Capsicum annuum L.) en Oaxaca, México». Revista Chapingo. Serie horticultura (SciELO, publicado el sep./dic. 2010) 16 (3). ISSN 1027-152X. Consultado el 11 de junio de 2020.
- Valentín-Miguel, M. C.; Castro-Brindis, R.; Rodríguez-Pérez, J. E.; Pérez-Grajales, M. (5 de junio de 2013). «Extracción de macronutrimientos en chile de agua (Capsicum annuum L.)». Revista Chapingo. Serie horticultura (SciELO). ISSN 2007-4034. Consultado el 11 de junio de 2020.

- Datos: Q96213280